# Malyj Ljachovskij
L'isola Malyj Ljachovskij (in russo Малый Ляховский, in italiano "isola Piccola di Ljachov"), è la seconda in ordine di grandezza delle isole di Ljachov, a loro volta parte dell'arcipelago delle isole della Nuova Siberia tra il mare di Laptev e il mar della Siberia Orientale nel nord della Russia.
Amministrativamente appartiene al Bulunskij ulus della Repubblica autonoma di Sacha-Jacuzia.

## Geografia
L'isola è situata circa 95 km a nord della costa Ojogos-Jar (берег Ойогос-Яр, bereg Ojogos-Jar) sulla terraferma, e 13,5 km a nord-ovest di Bol'šoj Ljachovskij, da cui è separata dallo stretto Ėterikan (пролив Этерикан, proliv Ėterikan). Circa 50 km a nord, oltre lo stretto di Sannikov (пролив Санникова, proliv Sannikova), si trova l'isola Kotel'nyj nel gruppo delle isole Anžu.
Malyj Ljachovskij è una grande isola ovale, che si allunga nel mare in direzione nord-sud; è lunga 42 km e larga 28 km, ha una superficie di 899 km², un'altitudine massima di 43 m s.l.m. e uno sviluppo costiero di 124 km.

### Idrografia
Le coste sono regolari, tranne che per la lunga striscia di terra che, all'estremità meridionale, si estende verso est, creando la laguna Ujurgaki (лагуна Уюргаки, laguna Ujurgaki). La laguna non è altro che un vasto banco marino di 1–2 m di profondità che prosegue fino alla baia di Toll (бухта Толля, buchta Tollja), qualche chilometro a nord-est; nella sua parte nord-orientale si trova un'isoletta senza nome. Un'altra insenatura è la baia Džjurjul'ge Mologa (бухта Джюрюльге Молога), a metà della costa orientale, proprio a nord della kosa Rožok (коса Рожок). Altre irregolarità della linea costiera sono date dalle foci ad estuario dei fiumi. Questi sono numerosi e dai bassi rilievi centrali scorrono e sfociano in tutte le direzioni. I più lunghi sono il Tinkir (река Тинкир, reka Tinkir), che nasce al centro dell'isola e sfocia a sud-est, tra la laguna Ujurgaki e la baia di Toll; il Kubalach-Jurjach (р. Кубалах-Юрях), che nello sfociare a sud-ovest forma una sorta di baia con un lungo sbocco a collo di bottiglia; e il Džjurjul'ge (р. Джюрюльге), che sfocia nell'omonima baia.
I laghi si concentrano soprattutto nella vasta zona paludosa che costeggia la laguna. I più grandi sono comunque i Tinkir-Kjuële (озёра Тинкир-Кюёле, ozëra Tinkir-Kjuële), una coppia di laghi  al centro dell'isola, separati dai bassi rilievi da cui nasce il Tinkir. Il Figurnoe (озеро Фигурное, ozero Figurnoe) è invece un piccolo lago isolato nel nord-est.

### Geologia
Malyj Ljachovskij è composta da sedimenti torbiditici del tardo Giurassico e dell'inizio del Cretaceo, conosciuti anche come flysch, a loro volta coperti da un sottile strato di sedimenti del Pliocene e del Pleistocene. Queste rocce mesozoiche consistono di arenarie, argilliti e shale deformati in singolari pieghe che corrono nell'est-nord-est dell'isola e sono larghe dai 7 ai 20 km. Le rocce mesozoiche sono coperte da sottili strati di sabbiosi e argillosi di origine colluviale e alluvionale. Vicino alle coste i sedimenti alluvionali sfumano in quelli marini, i quali sono composti da fossili di molluschi e da legno trasformato in lignite. In questi sedimenti è presente del permafrost in forma di compatti cunei di ghiaccio.

### Flora
Il suolo dell'isola è per la maggior parte umido, a grana fine e leggermente ondulato. È quasi totalmente coperto da distese di piante crittogame, giunchiglie e piccole piante (non graminoidi) che producono fiori. Tra queste piante, tipiche della tundra, si trovano erbe basse e resistenti, muschi, licheni ed epatiche.